# Rhodesiella latipennis
Rhodesiella latipennis är en tvåvingeart som först beskrevs av Meijere 1913.  Rhodesiella latipennis ingår i släktet Rhodesiella och familjen fritflugor. Inga underarter finns listade i Catalogue of Life.